# Paul de Pessemier 's Gravendries
Paul de Pessemier 's Gravendries (né à Zandbergen le 17 juillet 1951) est un entrepreneur belge, auteur et défenseur de monuments historiques.

## Informations familiales et personnelles
Son père Nestor (1902-1968), descendant de la famille de de Pessemier, dirige la ferme qu'il a héritée de son père Omer (1869-1935), premier échevin de Smeerebbe-Vloerzegem. Après son mariage avec Palmyre De Clercq (1929-2000), Nestor quitte la propriété parentale pour un commerce de textile, qui devient une entreprise de lingerie, dans laquelle son épouse joue un rôle important.
Paul de Pessemier est le quatrième de sept enfants. Il nait en 1951 dans l'ancienne maison du peintre-graveur Jan De Cooman (1893-1949). Il suit une formation de graphiste-typographe. En 1970, il obtient le diplôme de psychologie pratique de l'École internationale (Anvers).

## Activités professionnelles
Paul de Pessemier fonde en 1969, la petite société Cézann à Brakel (Belgique), spécialisée dans l'impression du verre, du bois et des textiles. Plus tard, l'entreprise réoriente ses activités vers la production et l'impression de vêtements de sport et déménage ses activités devenues plus importantes dans la zone artisanale d'Oosterzele, avec une succursale en Tunisie.
En 2008, il se retire de la vie professionnelle et se met à écrire.

## Conservation de monuments
- En 1986, il devient membre du conseil d'administration de l'Association royale des demeures historiques et jardins de Belgique, dont il est vice-président de 1996 à 1999[2].
- À partir de 1987, il devient administrateur délégué du château de Laarne, propriété de l'Association royale des demeures historiques et jardins de Belgique[3] pour poursuivre la restauration de ce monument[4]. En 2021 il se retire et est depuis conservateur honoraire du château[5].
- De 1989 à 1995, il est administrateur délégué de la revue Demeures historiques et Jardins, éditée par l'Association royale des demeures historiques et jardins de Belgique[6].
- Il est membre du groupe de travail « Préservation de monuments » de la Fondation Roi Baudouin de 1992 à 1996, et membre de la commission royale des Monuments et Sites de la province de Flandre Orientale, de 1985 à 2000. Pendant les années 2001-2006, il est président de la commission d'avis pour l'Environnement de la commune Destelbergen[7].

## Distinctions

### Titre de noblesse
Paul de Pessemier est anobli le 30 octobre 1989 et reçoit le titre héréditaire de jonkheer. Il prend comme devise Fabrefacere et perseverare.

### Décorations
- Chevalier de l'ordre de Léopold[9]

## Publications

### Livres (sélection)
Fiction
- De verborgenheid der kolommen. Dat leven en die dood van een vrijmetselaar, Gand, Bola Editions, 2011  (ISBN 9789492007261) (roman)
- Zwarte Zwanen. Die laatste der prinsen, Gand, Bola Editions, 2012  (ISBN 9789490243494) (roman)
- In Zuid-Vlaanderen. Naar de openbaring van de wereld, Gand, Bola Editions, 2013  (ISBN 9789490243883) (roman)
- De Collectioneur, Antwerpen/Rotterdam, C. de Vries-Brouwers, 2014  (ISBN 9059276612) (roman)
- Dystopia, Antwerpen/Rotterdam, C. de Vries-Brouwers, 2016  (ISBN 9789059274778) (roman)

Non-fiction
- Hubert d'Ydewalle, Tielt, Lannoo, 1997  (ISBN 9789020931044) (biographie du chevalier Hubert van Outryve d'Ydewalle)
- Noblesse en Flandre. Passé, présent et avenir, Gand, Borgerhoff & Lamberigts, 2010  (ISBN 9789089311214) (essai)
- Jan De Cooman. De herontdekking van een kunstenaar, Gand, Bola Editions, 2013  (ISBN 9490243752 et 978-9490243753) (biographie du peintre Jan De Cooman)
- Reimond Stijns. Van 'Arm Vlaanderen' tot 'Hard Labeur', Antwerpen/Rotterdam, C. de Vries-Brouwers, 2015  (ISBN 978-90-5927-448-8) (biographie de l'écrivain Reimond Stijns)

### Articles (sélection)
- « À la recherche du château disparu d'Opbrakel », Demeures historiques et Jardins, 3e trimestre 1984, no 61, p. 32-43
- « Le domaine du Top », Demeures historiques et Jardins, 4e trimestre 1985, no 68, p. 38-57
- « Le regard de deux observateurs externes sur la noblesse belge contemporaine », Bulletin de l'Association de la noblesse du royaume de Belgique, janvier 2016, no 285, p. 9-30
- « Le cercle d’artistes autour du château de Laarne durant l’entre-deux-guerres », Demeures historiques et Jardins, 3e trimestre 2016, no 191, p. 27-33
- « Le château de Laarne - Ou la vitalité d'un monument historique », Demeures historiques et Jardins, 1er trimestre 2017, no 193, p. 5-10
- « Il gît là dans le val, le château solitaire - Victor Hugo et le château de Beersel », Demeures historiques et Jardins, 1er trimestre 2018, no 197, p. 14-19
- « Le château de Gaasbeek sous les ailles de la marquise Arconati Visconti », Demeures historiques et Jardins, 4e trimestre 2018, no 200, p. 22-41
- « Graaf Louis de Lichtervelde, schrijver, historicus, politiek raadgever en 22 e kasteelheer van Baudries», Bulletin n°311 de l'ANRB, Bruxelles, de juillet 2022.
- « Les flèches de tours en pierre du château de Laarne »,Demeures historiques et Jardins, 3e trimestre 2022,no 215, p. 5-11.

#### Sources
- Olivier de Trazegnies, « Laarne : le plus remarquable château médiéval de Flandre », L'Éventail, 1994, No 7, blz. 26-31
- (nl) Patrick Devos, Het Kasteel van Laarne, Gent, 1995, p. 15
- Jan Van Den Berghe, Noblesse Oblige, Brussel, 1997, blz. 26
- Hans Vanacker, « Le château de Laarne, lauréat du prix Europa Nostra », Septentrion, 1998, No 1, p. 72-73
- (nl) Edward & Pieter Coppens, Wie is wie in Vlaanderen : 2003-2005, Hove, Lexycom, 2003, p. 367-368
- (nl) Erlend Hamerlijnck, Een nobel doel, Tielt, 2005, p. 23
- (nl) Dirk Martens, Thuis in een Monument, Leuven, Davidsfonds, 2010, p. 17-26
- Humbert de Marnix de Sainte Aldegonde, État présent de la noblesse belge : Annuaire 2011, Bruxelles, 2011